# Mecanisme de biela-manovella

Molí romà de Hieràpolis per a una serreria. Del segle tercer de l'Era Cristiana, és la mostra més antiga del mecanisme biela-manovella.

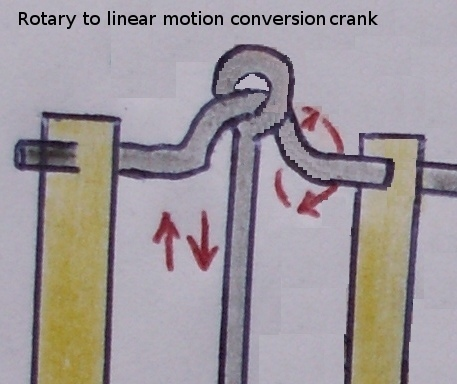
Mecanisme simple de biela-manovella.

Un mecanisme de biela-manovella és un tipus de mecanisme que transforma un moviment rotatori en moviment rectilini o viceversa segons els casos. S'usa per exemple en altres mecanismes més complexos, premses, bombes de fluids, màquines d'estampació, etc.
En forma esquemàtica, aquest mecanisme es crea amb dues barres unides per una articulació. Una de les barres gira al voltant d'un dels seus dos extrems, com ho faria l'eix d'una roda de bicicleta, per exemple; mentre que l'altra barra es desplaça en direcció del seu eix més llarg. L'articulació és una unió tal que permet unir l'extrem que es desplaça de la barra que gira (la manovella) amb un dels dos extrems de l'altra barra. Aquesta articulació particular (biela) permet uns certs moviments (graus de llibertat (mecànica)) entre la manovella i la biela, però no tots.

## Elements
- Biela: És un element rígid i allargat que permet la unió articulada entre la manovella i l'èmbol. Està formada pel cap, la canya o cos i el peu. La forma i la secció de la biela poden ser molt variades, però ha de poder resistir els esforços de treball, per això és feta d'acers especials o aliatges d'alumini.
- Manovella: És una palanca amb un punt a l'eix de rotació i l'altra al cap de la biela. Quan el biela es mou alternativament, endavant i endarrere, s'aconsegueix fer girar la manovella gràcies al moviment general de la biela. I a l'inrevés, quan gira la manovella, s'aconsegueix moure alternativament endavant i endarrere la biela i l'èmbol.

## Nota
1. ↑  Grewe 2010; Ritti, Grewe & Kessener 2007, p. 161; Grewe 2009, p. 429
2. ↑  Las técnicas y las construcciones de la Ingeniería Romana, V Congreso de las Obras, <http://www.traianvs.net/pdfs/2010_15_grewe.pdf>(per a descarregar l'article cal registrar-se al web)
3. ↑  Bautechnik im antiken und vorantiken Kleinasien, Byzas, ISBN 978-975-807-223-1, <http://www.freundeskreis-roemerkanal.de/Text/BAUTECHNIK%20IM%20ANTIKEN%20UND.pdf>
4. ↑  A Relief of a Water-powered Stone Saw Mill on a Sarcophagus at Hierapolis and its Implications